# Tűhegyi Mihály
Tűhegyi Mihály  (Kunágota, 1914. február 10. – Kunágota, 1995. június 19.) fafaragó, Népművészet Mestere díjas.
A fafaragást nem tanulta, naiv művészként faragott. Citera- és hegedűkészítőként is ismert. Már 16 évesen készített alkotásokat. Ezeket fabábunak nevezte el.
Szobrai közül a Pásztort, a Csikóst körplasztikaként és domborműként is elkészítette. A Zsákot vivő paraszt, Pártás lány, Táncolók, Kovácsok c. alkotásait tartják a legjelentősebbeknek.
Alkotásairól és magáról így nyilatkozott: „Csak a paraszt arcokat szeretem és tudom faragni.” Ezek a figurák faluja lakói voltak, minden munkájában őket mintázta meg. Ebbe a szellemiségbe illőnek találta Szent István királyt és Petőfi Sándort is, ezért róluk is készített szobrot. 1992-ben naiv szobraiért kapta meg a Népművészet Mestere díj címet.
A pásztorfigurákat és a geometrikus mintákat szívesen karcolta szaruba vagy csontba. Ismert fényképén egy általa készített hegedűt mutat be édesapjának, melynek hátoldalán a Szegedi Tanácsházát mintázta meg. Készítési időpontja 1963. március 25., Kunágota.
Alkotásait Kunágota emlékei között őrzik a helybeliek.